# Wisła Uzdrowisko
Wisła Uzdrowisko – stacja kolejowa w Wiśle, w województwie śląskim, w Polsce. Znajduje się na wysokości 412 m n.p.m.

## Ruch pasażerski
| Rok  | Wymiana pasażerska na dobę |
| ---- | -------------------------- |
| 2017 | 200-299                    |
| 2022 | 200-299                    |

## Historia

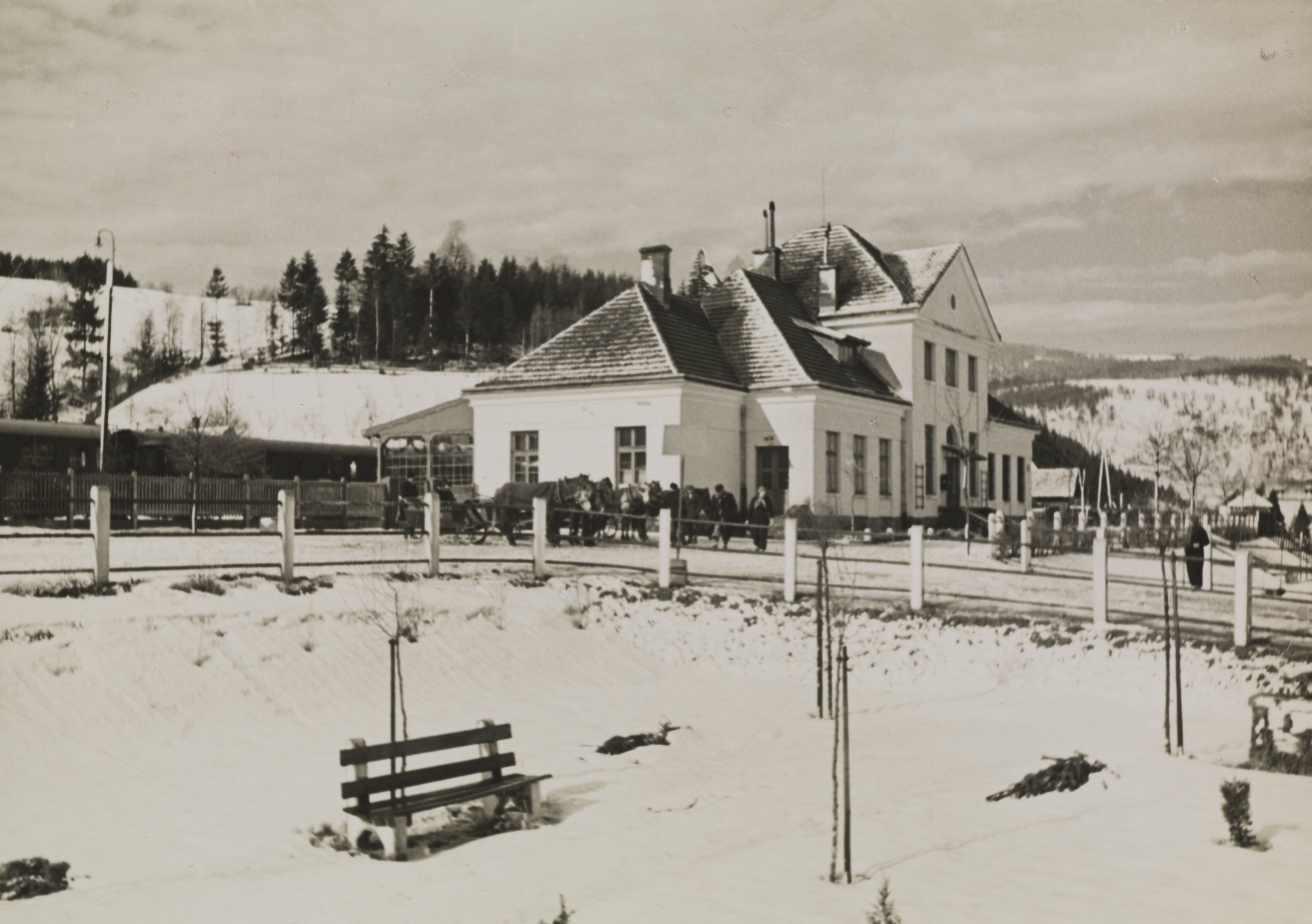
Dworzec około 1937

Stacja kolejowa została otwarta 10 lipca 1929 roku. Wybudowano piętrowy i murowany dworzec, będący największym dworcem położonym na linii kolejowej, w którym umieszczono poczekalnię, przechowalnię bagażu, kasy biletowe, zaś na piętrze mieszkanie zawiadowcy stacji. Do budynku została dobudowana częściowo przeszklona wiata poczekalni. Obok dworca zlokalizowane zostały pomieszczenia dyżurnego ruchu, akumulatornia oraz szalety. Do otwarcia odcinku kolejowego do Głębiec 11 września 1933 roku była stacją krańcową na linii kolejowej z Goleszowa. Do stacji kolejowej kursował do 1998 roku pociąg towarowy z drewnem z tartaku w Obłaźcu prowadzony przez SM42. Do lokomotywy dołączano wagon pocztowy z Goleszowa. Obok torów zlokalizowana jest rampa towarowa. Kasy biletowe zostały zamknięte 11 kwietnia 2011 roku. Pod koniec 2014 roku gmina odkupiła budynek dworca. W grudniu 2017 roku podpisana została umowa na rewitalizację budynku. W kwietniu 2019 zakończył się generalny remont dworca. Stacja jest obsługiwana przez samorządową spółkę Koleje Śląskie od 1 czerwca 2012 roku, kiedy rozpoczęła kursowanie na linii kolejowej zamiast Przewozów Regionalnych.